# Nosodendron asiaticum
Nosodendron asiaticum är en skalbaggsart som beskrevs av Lewis 1889. Nosodendron asiaticum ingår i släktet Nosodendron och familjen almsavbaggar. Inga underarter finns listade i Catalogue of Life.